# Predslav Ljanckoronskyj
Predslav Ljanckoronskyj (polsky Przecław Lanckoroński, ukrajinsky:Предслав Лянцкоронський) (před 1489 Brzezie, okres Wieliczka, 10. června 1531 Krakov) byl polský šlechtic naturalizovaný na Ukrajině, diplomat, rytíř řádu Božího hrobu, starosta města Chmielniku a v letech 1516–1528 velitel a první hejtman Záporožské siče.

Erb rodu Lanckoronskych

## Životopis
Pocházel z polské šlechtické rodiny, byl synem Stanislava Ljanckoronského a Anny rozené Kurozwecké. Narodil se v Malopolsku na rodinném statku, pravděpodobně v Brzezii nedaleko Wieliczky. Na kavalírské cestě v cizině se vzdělával ve Francii, Itálii, Španělsku a v Uhrách, odkud putoval do Svaté země, a získal tam titul rytíře Božího hrobu. Po návratu do Polska byl (s největší pravděpodobností od roku 1501) dvořanem Alexandra Jagellonského a později jeho bratra, krále Zikmunda I. Starého . Byl majitelem bohatých statků, po otci zdědil Lanckoronsko a roku 1514 získal Serocko a Laskowice v Lublinské oblasti. V následujících letech však ve sporech se sousedy o část majetku v Malopolsku přišel.
Roku 1516 jako velitel vedl vojenskou výpravu do Bilhorodu Dněstrovského a do Moldávie, tehdy okupované osmanskými Turky. Proslavil se v roce 1520 velením jezdecké jednotce střelců za války s Řádem německých rytířů. Za zásluhy mu byl 23. října 1520 udělen úřad starosty města Chmilnyk. Byl odpovědný za obranu proti tatarským nájezdům. Neomezoval se na obranu, organizoval četné výpravy k Tatarům, kterých se účastnili Záporožští kozáci. Největší výpravu v roce 1528 spolu s Eustachem Daszkiewiczem směřoval do Očakivu. Zúčastnilo se jí asi 1200 vojáků, kteří zvítězili ve třech bitvách a zmocnili se bohaté kořisti. V roce 1530 Ljanckoronskyj obnovil město a zámek Chmilnyk.
Zemřel 10. června 1531 v Krakově, nezanechal manželku ani děti.